# Акансех

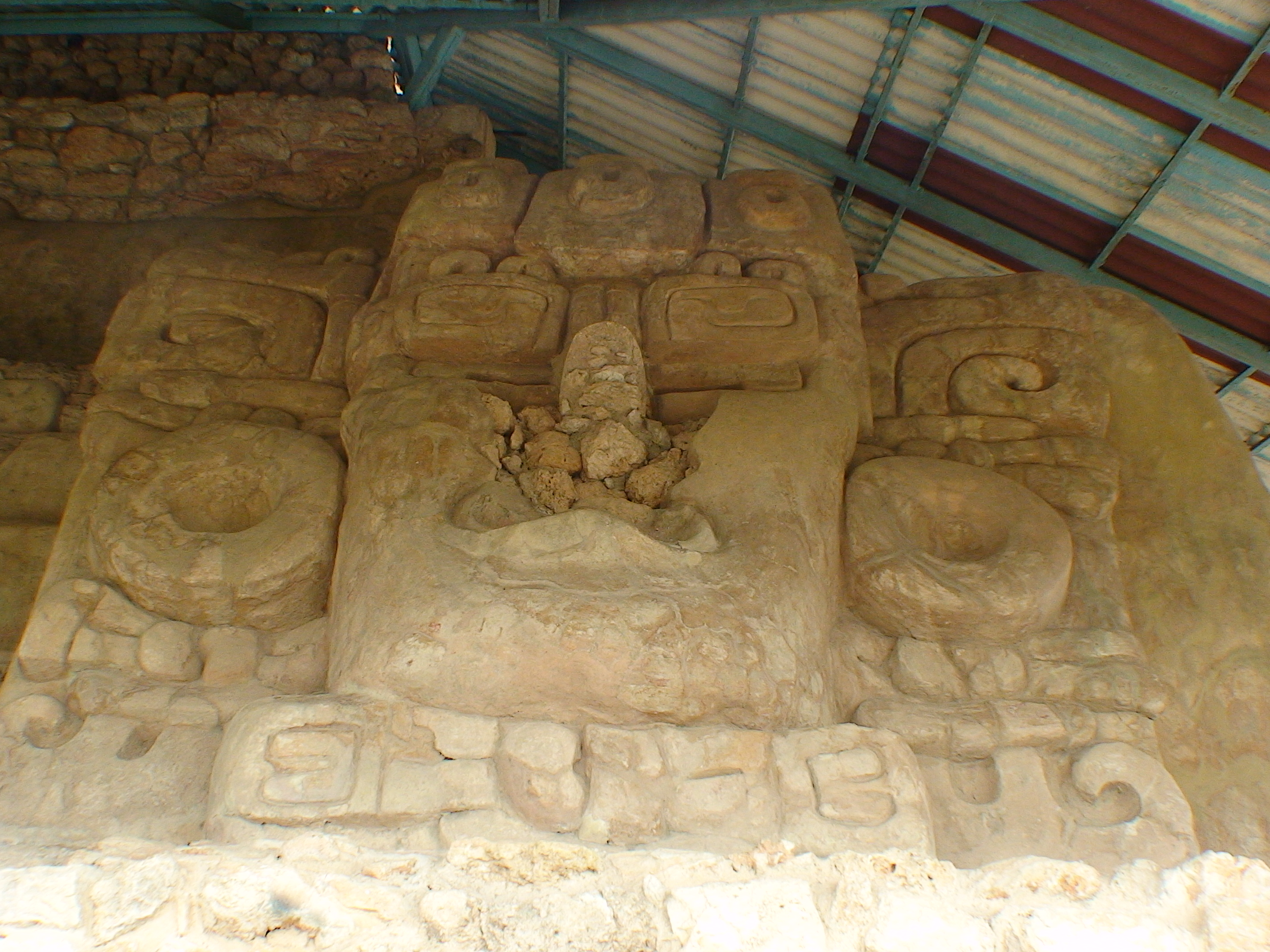
Одна з масок піраміди

Акансех, Acanceh — руїни міста мая на території мексиканського штату Юкатан. Сучасне місто Акансех, де є руїни, розташоване в 21 км від Меріди, столиці штату. Акансех є адміністративним центром однойменного муніципалітету, з населенням трохи більше ніж 15 тисяч жителів.
Назва міста Акансех з іспанської дослівно звучить так: перша частина — Acan — перекладається як «стогін» чи «голос», друга — Ceh — як «олень». Таким чином, назва міста перекладається як «стогін оленя». Швидше за все, це пояснюється тим, що в часи племен мая в тутешніх місцях полювали на оленів.

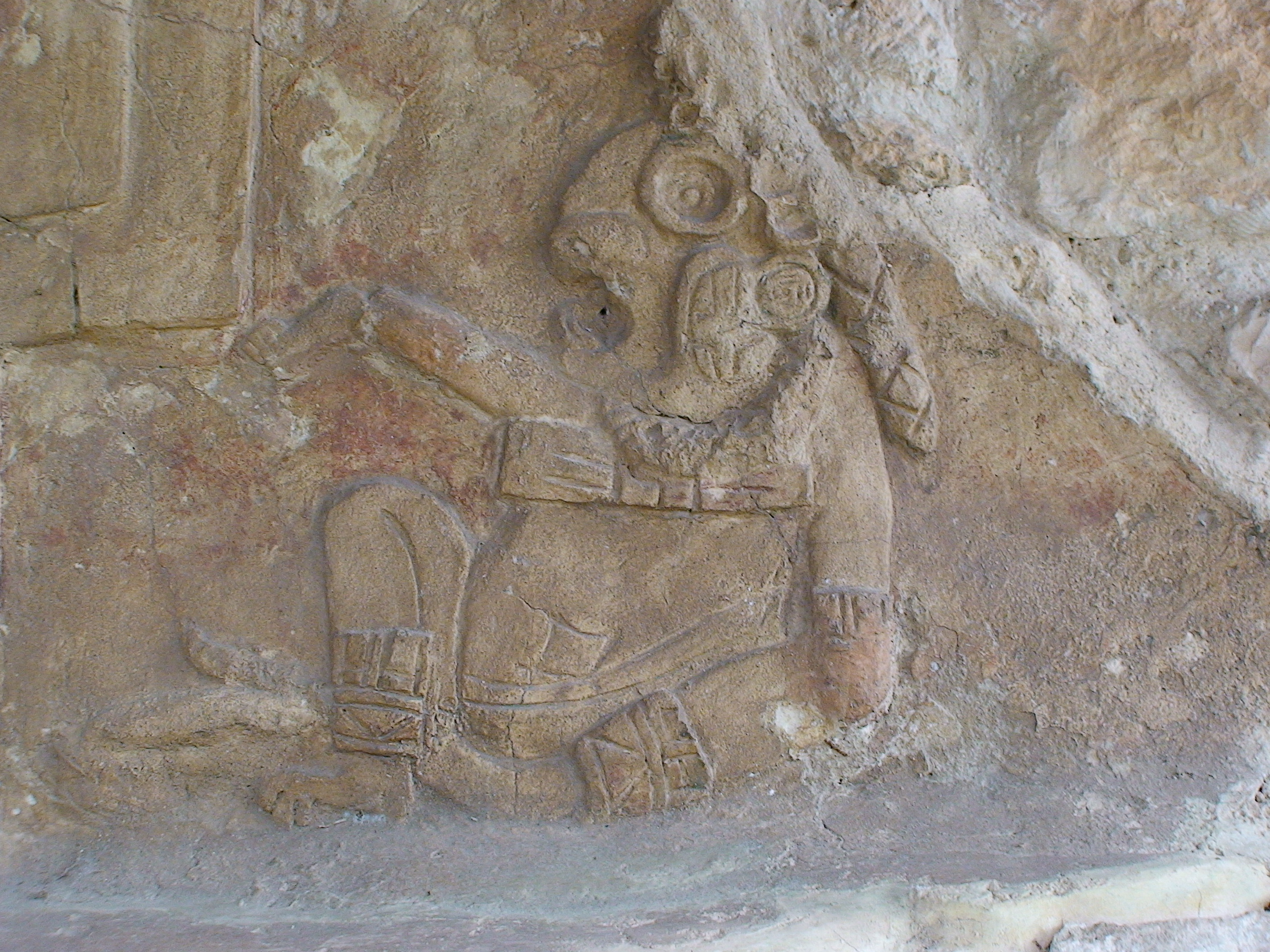
Деталь Палацу

Місто Акансех почало свою історію в період, між 200-ми та 300-ми роками н. е., в ранній класичний період месоамериканської хронології. Площа стародавнього міста займала понад 4 км², в місті було близько 400 споруд. Три споруди відновлено та відкрито для огляду. У ході недавніх розкопок відкрито нові споруди.
Головною ж пам'яткою сучасного міста Акансех є піраміда поряд із церквою. Вона складається з трьох рівнів, заввишки 11 метрів. Перший і найдавніший рівень, завширшки 50 метрів і заввишки 6 метрів, прикрашений багатьма різьбленими зображеннями у вигляді масок і різноманітних фризів. Перший рівень має багато кімнат. Завдяки цьому його назвали «Палацом штукатурних зображень».
Архітектура стародавнього міста Акансех вельми близька архітектурному стилю колись знаменитого міста Теотіуакана, який свого часу називали «Містом богів». На цій підставі деякі археологи припускають, що Акансех в часи розквіту був колонією Теотіуакана.